# ملعب سنترال (فولغوغراد)
ملعب سنترال (بالإنجليزية: Central Stadium (Volgograd))‏ هو ملعب كرة قدم يقع بمدينة فولغوغراد في روسيا، وهو الملعب الرئيسي لنادي روتور فولغوغراد. و يصل طاقة الملعب الاستيعابية إلى 32,120 ألف متفرج.
تم هدم الملعب في عام 2014، من أجل بناء ملعب فولغوغراد أرينا الجديد، والذي سيستضيف منافسات كأس العالم لكرة القدم 2018.